# Kyrre Grepp
Olav Kyrre Grepp, född Olsen den 6 augusti 1879, död 6 februari 1922, var en norsk politiker.
Grepp invaldes efter universitetsstudier i arbetarpartiets centralstyrelse 1912. Han arbetade för revolutionär taktik och stärkande av arbetarrörelsens utomparlamentariska hjälpmedel samt genomdrev 1918 arbetarpartiets anslutning till den kommunistiska internationalen. Som partiets ledare lyckades Grepp trots samarbete med Moskva bevara viss självständighet åt partiet. Som organisatör och taktiker torde Grepp ha hört till sin tid främsta inom norsk arbetarrörelse.
Han var från 1904 gift med journalisten Rachel Grepp och tillsammans fick de fem barn, bland annat journalisten Gerda Grepp. Han avled till följd av tuberkulos.